# Мус (страва)

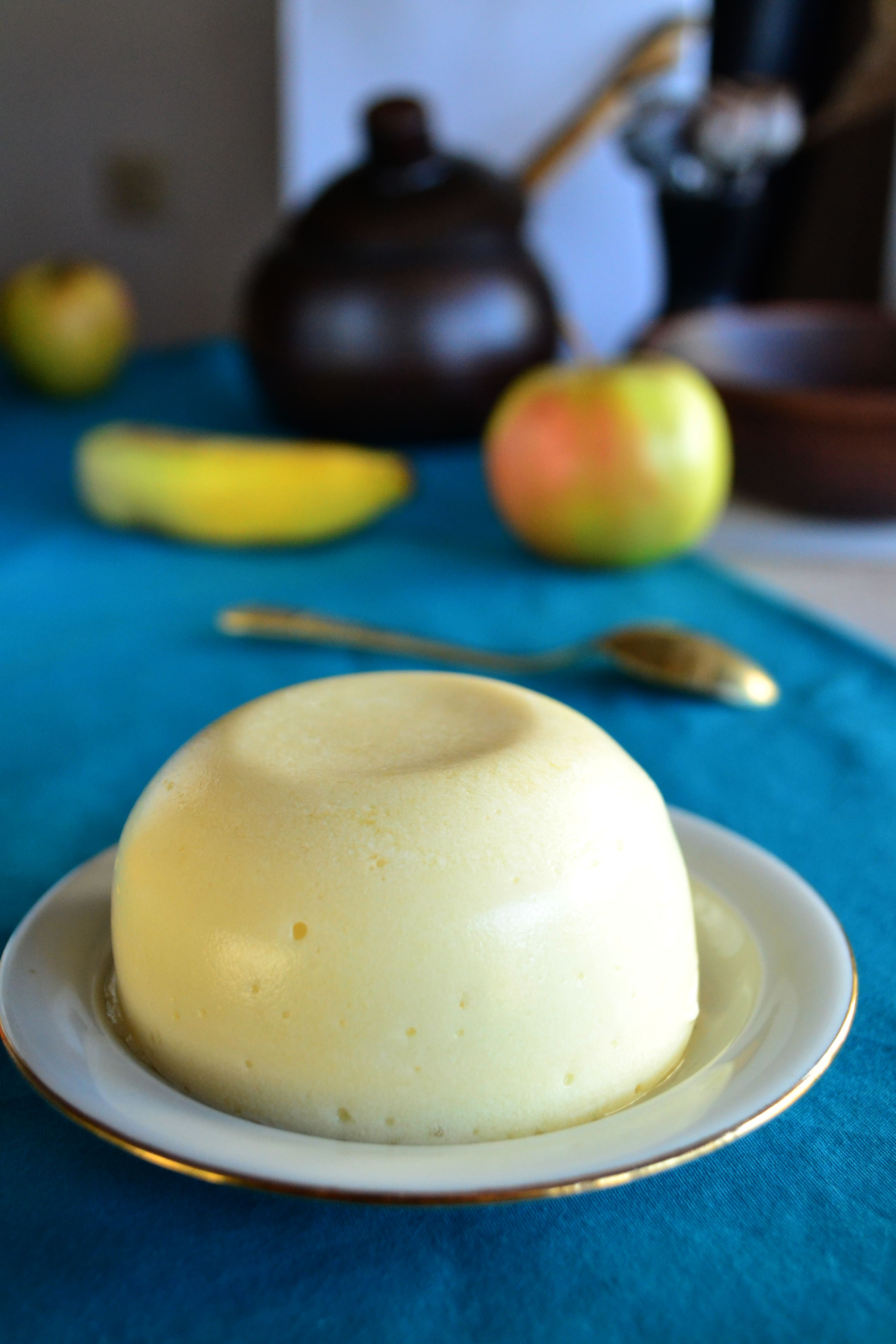
Сметанна ябчанка

Мус або пінни́к[джерело?] (від фр. mousse — «пінка») — десертна страва, яку готують з протертих фруктів та ягід, збитих у піноподібну масу. Білки для мусів вважають достатньо збитими, коли вони перестають сповзати з віничка.

## Рецепти
На 1 кг малини або полуниці — ½ склянки цукру, 8 яєчних білків, ½ чайної ложки вершкового масла, 1 столова ложка цукрової пудри.
Протерті крізь сито ягоди змішати з цукром, додати збиті у піну білки і викласти у форму для запікання, змащену вершковим маслом. Запікати 15—20 хвилин. Готову страву посипати цукровою пудрою.